# Pré-Alpes Comasche
Os Pré-Alpes Comasche (em italiano:  Prealpi Comasche) é um maciço montanhoso que faz parte dos Alpes Ocidentais na sua secção dos Pré-Alpes Luganeses e se encontra em parte no província de Como em Itália, e em parte no Cantão do Ticino na Suíça. O ponto mais alto é a Pizzo di Gino com 2.245 m.
O nome destes cadeia alpina tem origem no termo italiano Comasche que se refere à província de Como.

## Situação
A Norte tem os Alpes da Adula, a Leste os Pré-Alpes de Bergamasche, e a Oeste Pré-Alpes de Varese.

## SOIUSA
A Subdivisão Orográfica Internacional Unificada do Sistema Alpino (SOIUSA) criada em 2005, dividiu os Alpes em duas grandes partes:Alpes Ocidentais e Alpes Orientais, separados pela linha formada pelo  Rio Reno - Passo de Spluga - Lago de Como - Lago de Lecco.
Os Pré-Alpes Comasche e os Pré-Alpes de Varese formam os  Pré-Alpes Luganeses.

### Classificação  SOIUSA
Segundo a SOIUSA este acidente orográfico é uma Sub-secção alpina  com as seguintes características
- Parte = Alpes Ocidentais
- Grande sector alpino = Alpes Ocidentais-Norte
- Secção alpina = Pré-Alpes Luganeses
- Sub-secção alpina =  Pré-Alpes Comasche
- Código = I/B-11.I

## Imagens

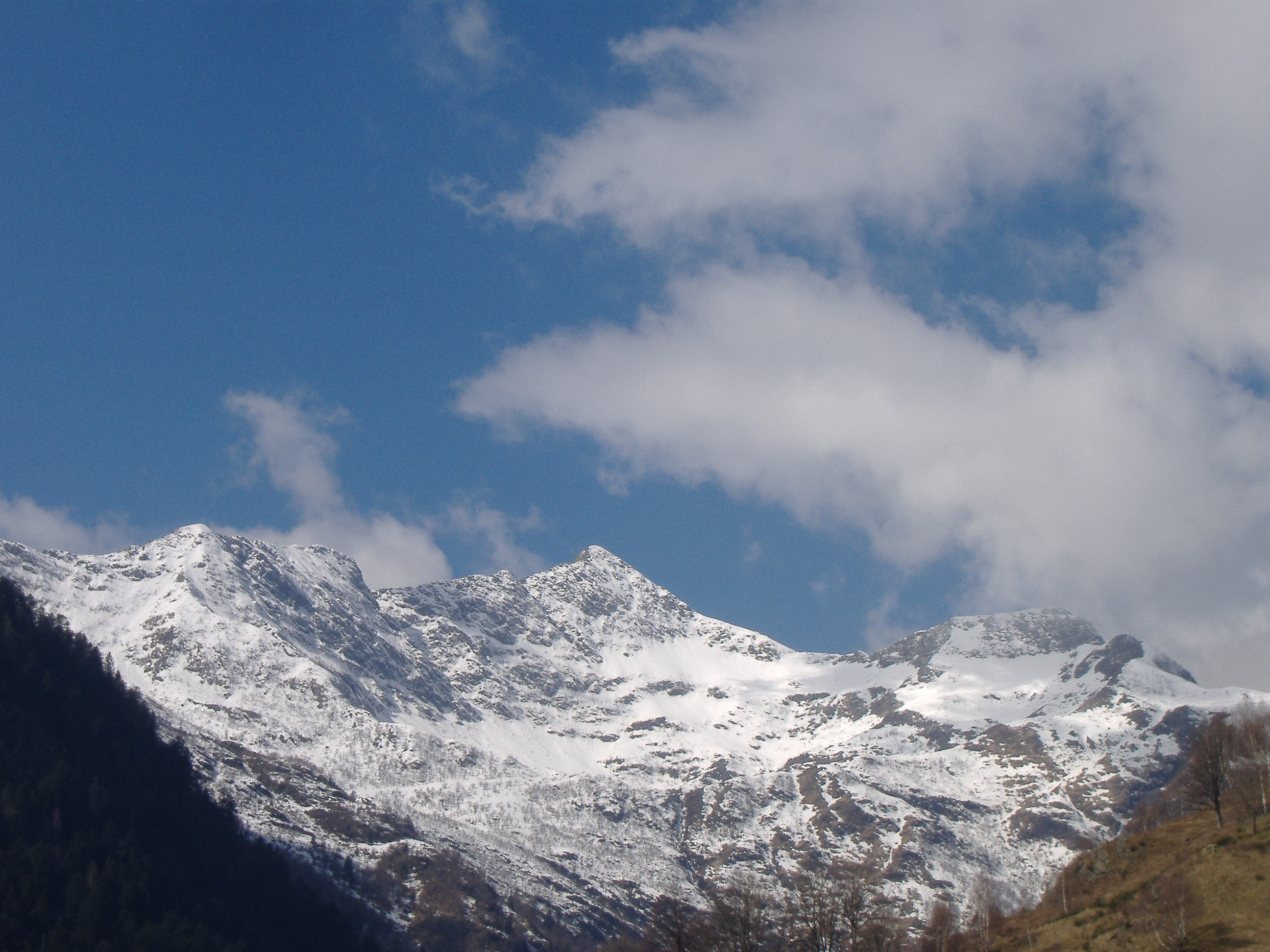
O Pizzo di Gino